# Cá viên
Cá viên là một món ăn thông dụng ở miền nam Trung Quốc và trong cộng đồng người Hoa hải ngoại, được làm từ nguyên liệu là cá tách xương, xay nhuyễn (còn gọi là 魚漿, yújiāng, ngư tương). Nó cũng thông dụng ở Scandinavia, nơi mà nó được làm từ cá tuyết hoặc cá êfin.

## Thuật ngữ
Những người bán hàng rong ở Hồng Kông gọi món ăn này là 鱼蛋 (ngư đản, nghĩa đen là trứng cá). Ở Malaysia và Singapore người ta quen gọi là 魚丸 (yú wán - ngư hoàn) và 鱼圆 (yú yuán - ngư viên). Ở Việt Nam, nó được gọi đơn giản là cá viên.

## Chế biến
Ở Scandinavia, cá viên được làm hệt như thịt viên, chỉ cần thay thịt bò hoặc thịt lợn bằng thịt cá. Thịt viên ở châu Á có sự khác biệt đáng kể về độ kết dính so với ở châu Âu. Thay vì xay và nặn thịt, người ta giã thịt làm cho thịt viên có độ mịn cao hơn. Vì không giống như xay, giã sẽ làm cho các sợi protein bị rối và những vết cắt trước đó duỗi ra.

## Các biến thể

### Phúc Châu
Ở khu vực Phúc Châu, Phúc Kiến, Trung Quốc, Phúc Châu ngư hoàn (福州鱼丸) được làm từ cá và có thịt lợn băm nhồi trong cá viên.

### Thái Lan
Trong ẩm thực Thái Lan, cá viên cũng rất phổ biến. Chúng thường được chiên hoặc nướng để ăn như một món ăn vặt. Tại các nhà hàng chịu ảnh hưởng của Trung Quốc, cá viên có thể được cho vào nhiều loại mì.

### Việt Nam

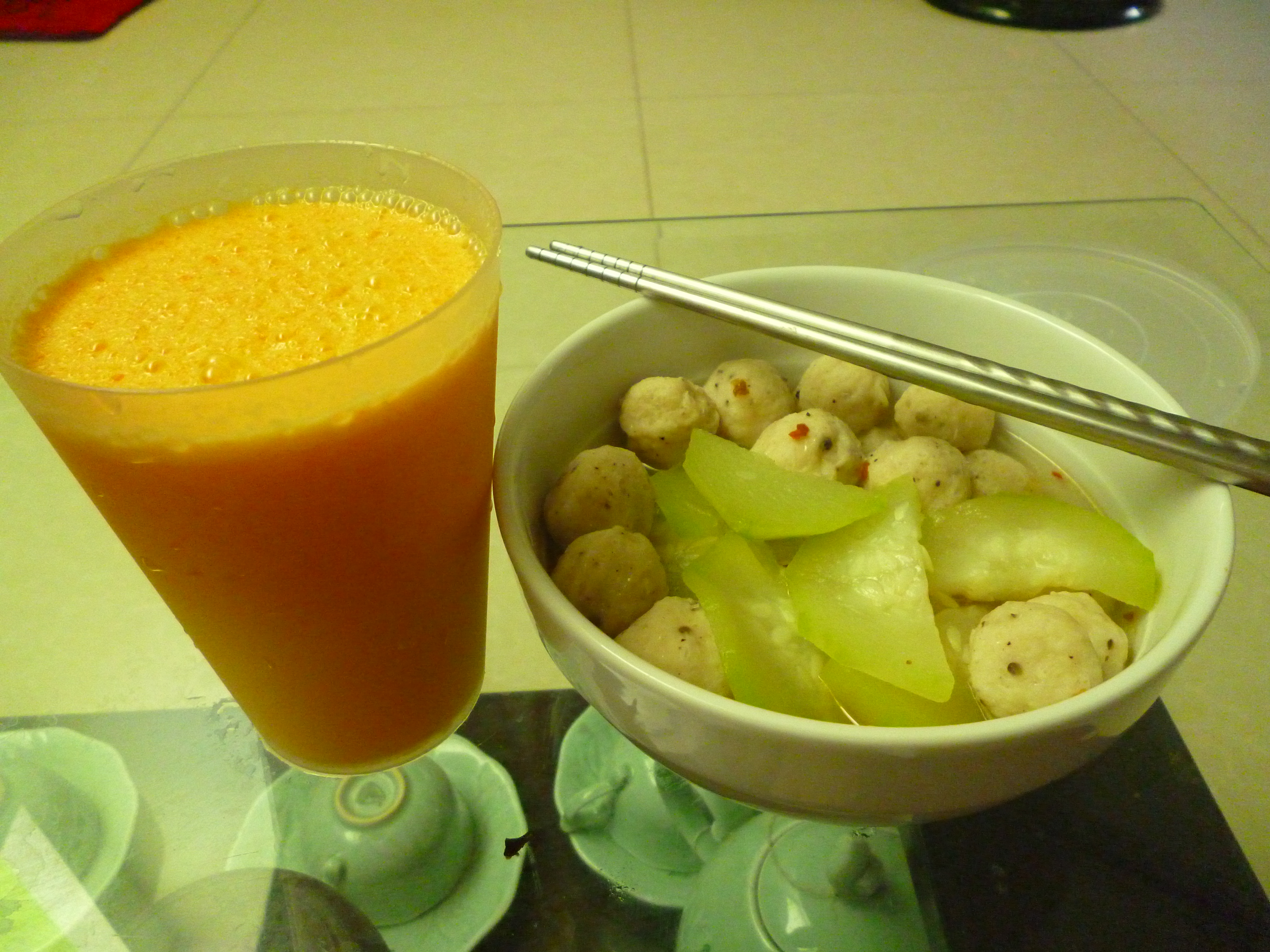
Một món cá viên ở Sài Gòn

Ở Việt Nam, cá viên thường được sản xuất ở các xí nghiệp chế biến thủy sản, được đóng gói và phổ biến trên thị trường. Ở trước cổng trường, nhiều người bán cá viên chiên sẵn như một món ăn vặt dành cho học sinh. Cá viên chiên thường được xâu thành xiên, ăn kèm tương ớt. Ngoài ra, cá viên hay được dùng nhiều khi ăn kèm lẩu, nhiều người quen gọi là viên thả lẩu.

### Indonesia
Ở Indonesia, cá viên được gọi là bakso ikan (bakso cá). Bakso phổ biến nhất được làm bằng thịt bò, bakso cá cũng sẵn có, được phục vụ với đậu phụ và otak-otak cá trong các món súp nước dùng trong như là kok tahu, hoặc xắt lát mỏng như là thành phần bổ sung trong Mie goreng, kwetiau goreng, và cap cai...

### Scandinavia
Ở Thụy Điển người ta gọi cá viên là Fiskbullar và người Na Uy gọi là fiskeboller. Ở đây, cá viên thường được đóng hộp. Ở Thụy Điển, cá viên thường được phục vụ với gạo hoặc khoai tây nghiền, đậu xanh luộc với rau thì là, trứng cá muối hoặc nước sốt hải sản.

### Quần đảo Faroe
Người dân trên quần đảo Faroe có từ "knettir" để chỉ món ăn này. Ở đây nó được làm từ cá sống ở vùng nước đáy (groundfish) và mỡ.

## Hình ảnh

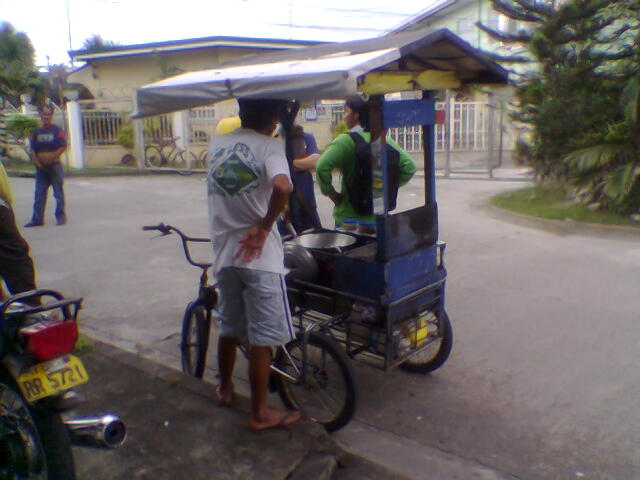
Một tiểu thương bán cá viên ở Philippines
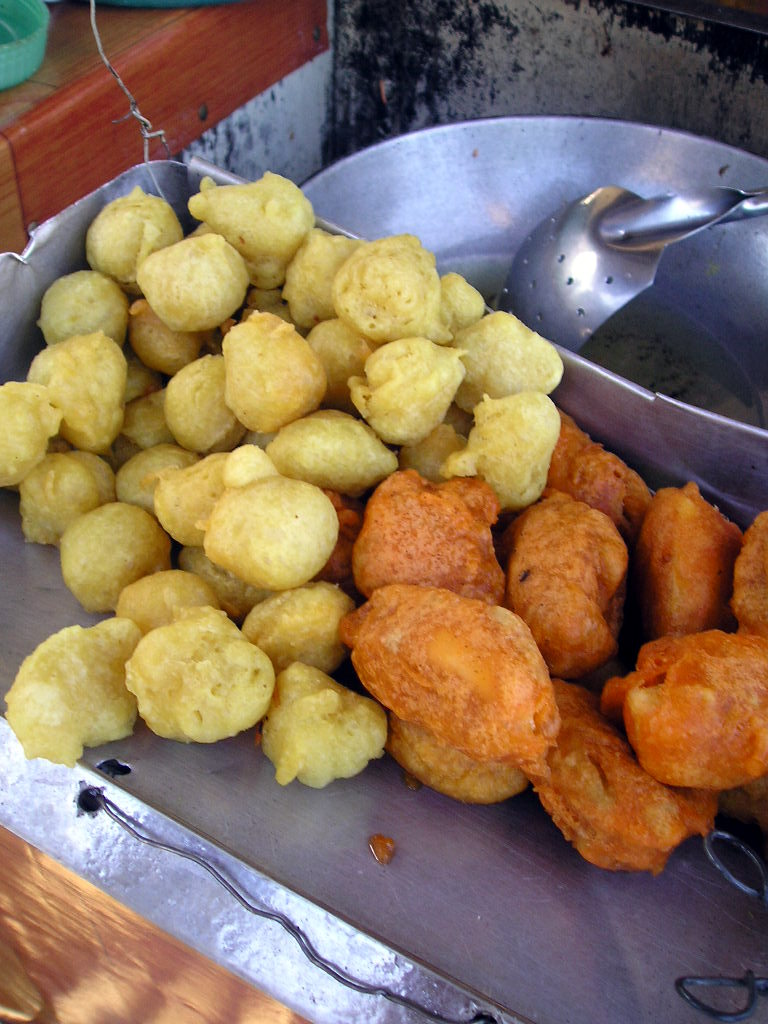
Cá viên và Kwek Kwek (trứng chim cút luộc chín chiên bột) ở Philippines
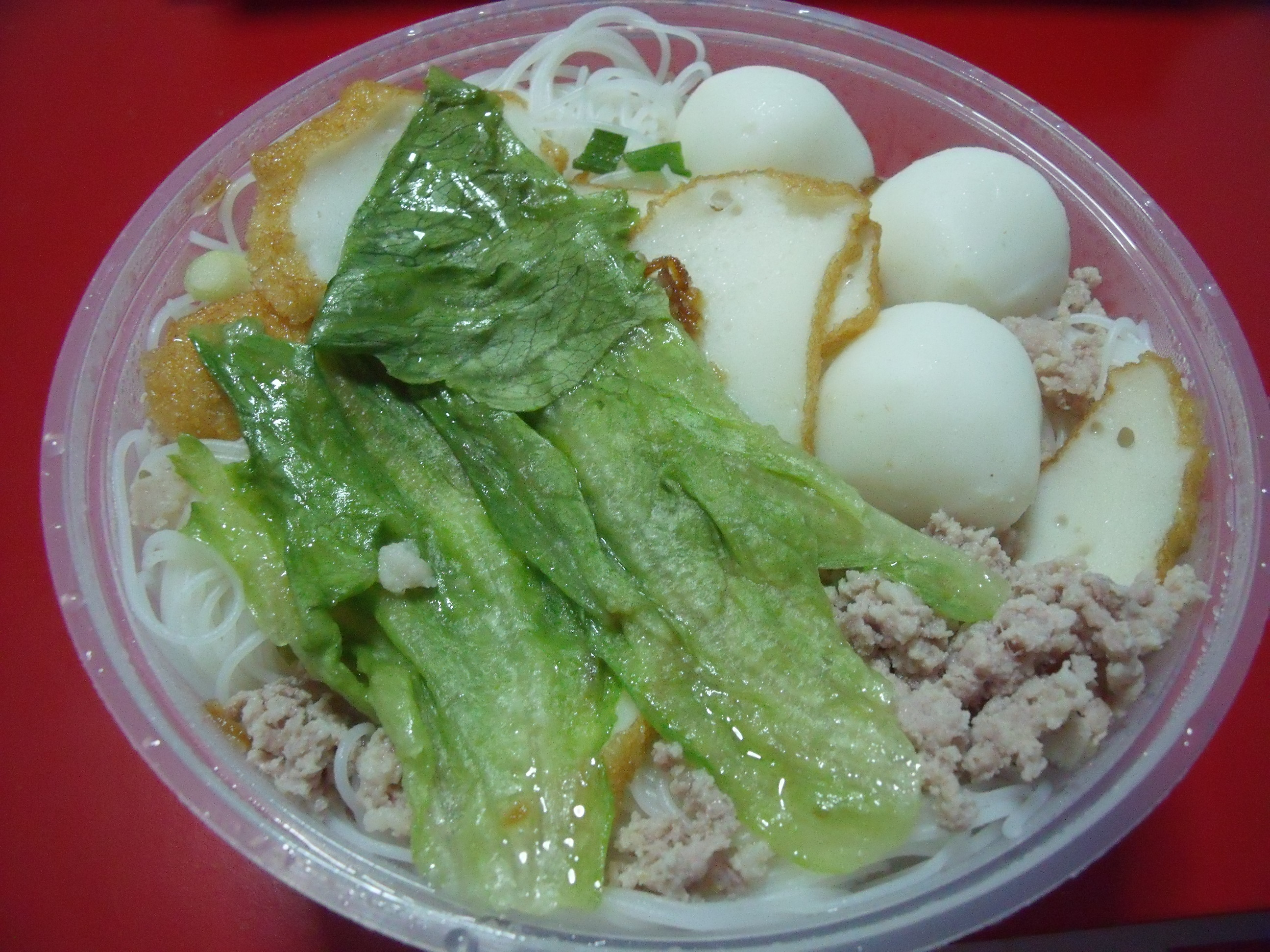
Mì sợi với cá chiên bán ở Bukit Batok, Singapore
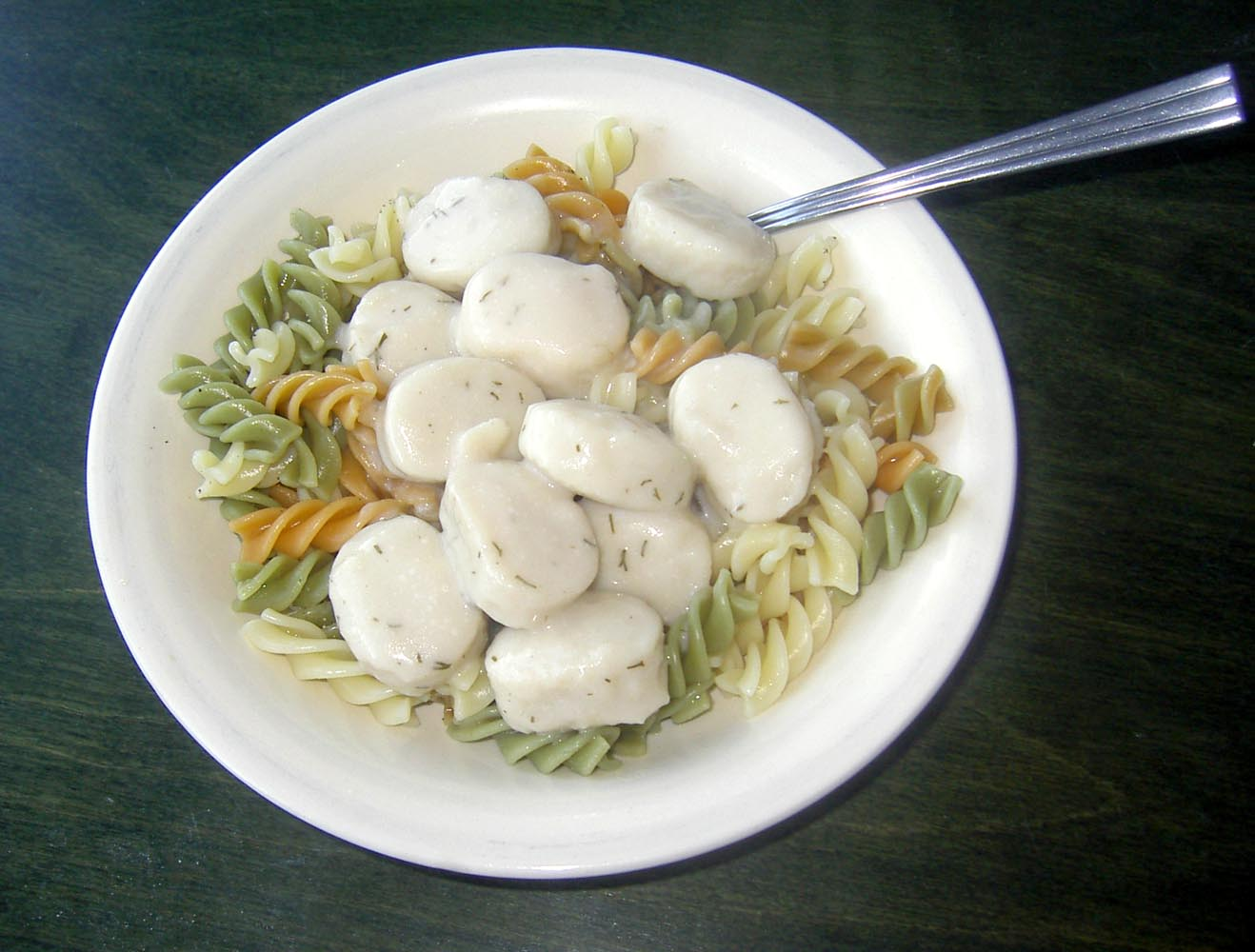
Cá viên Thụy Điển
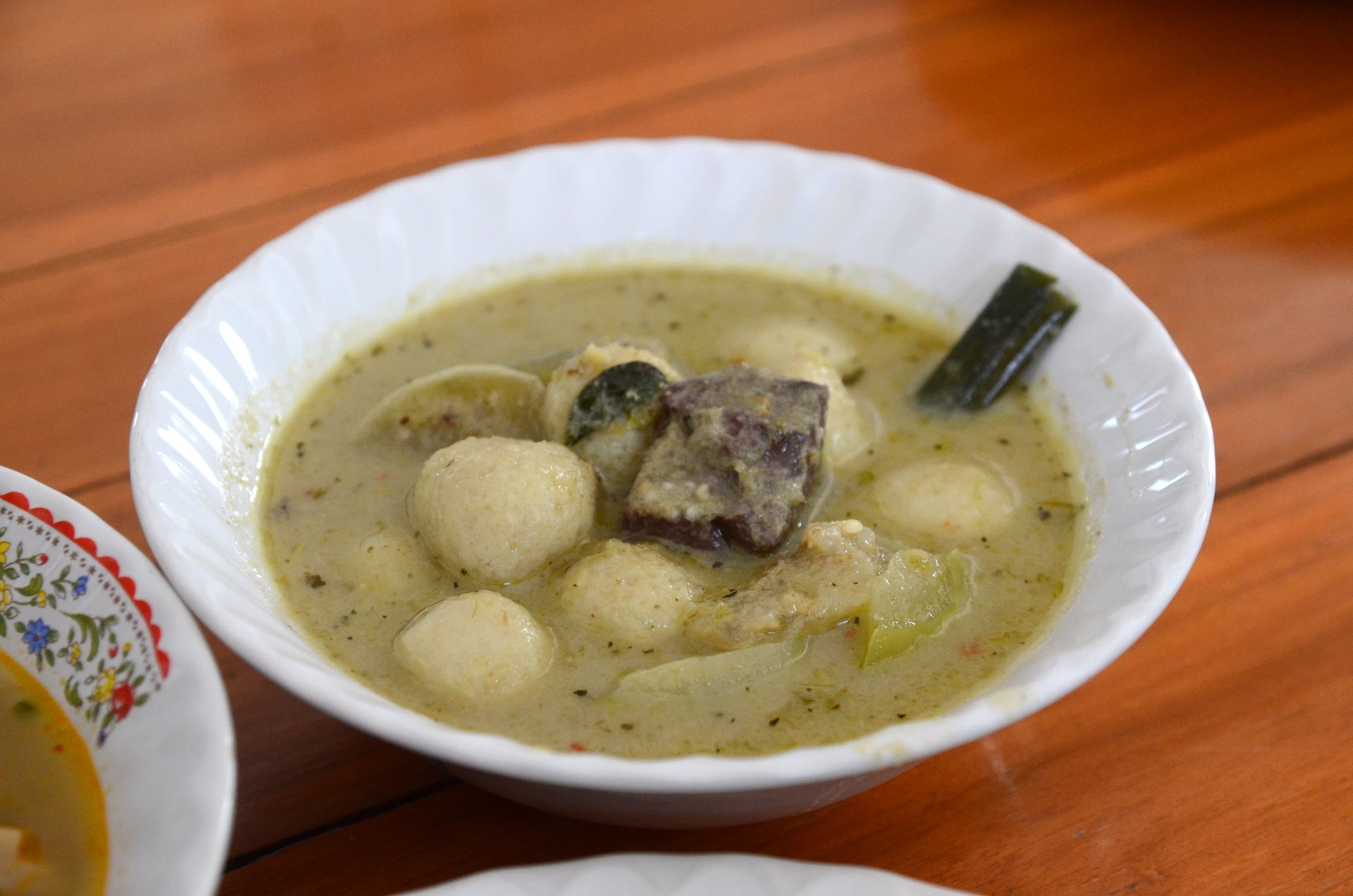
Kaeng khiao wan luk chin pla
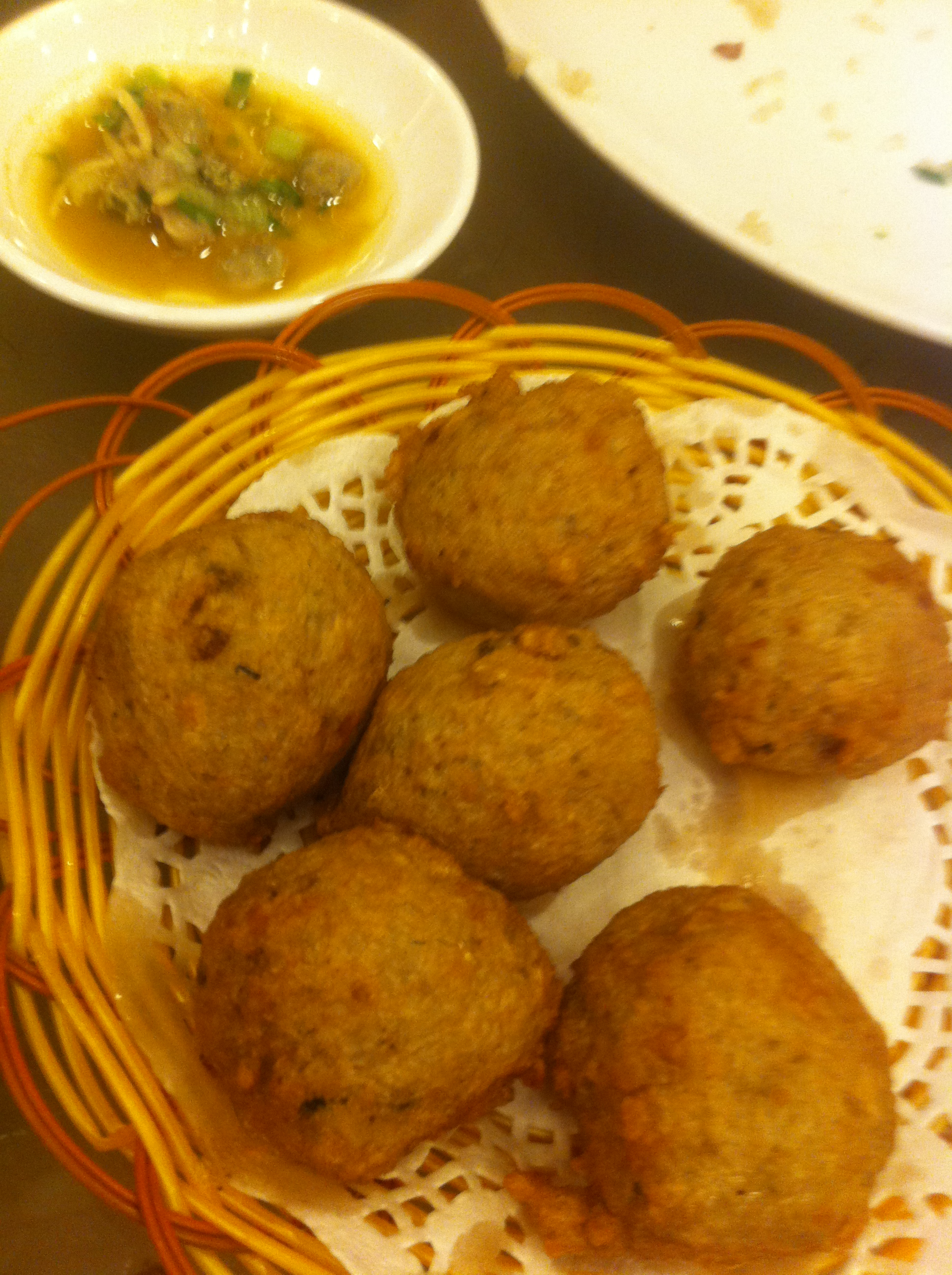
Cá viên chiên tại Hong Kong
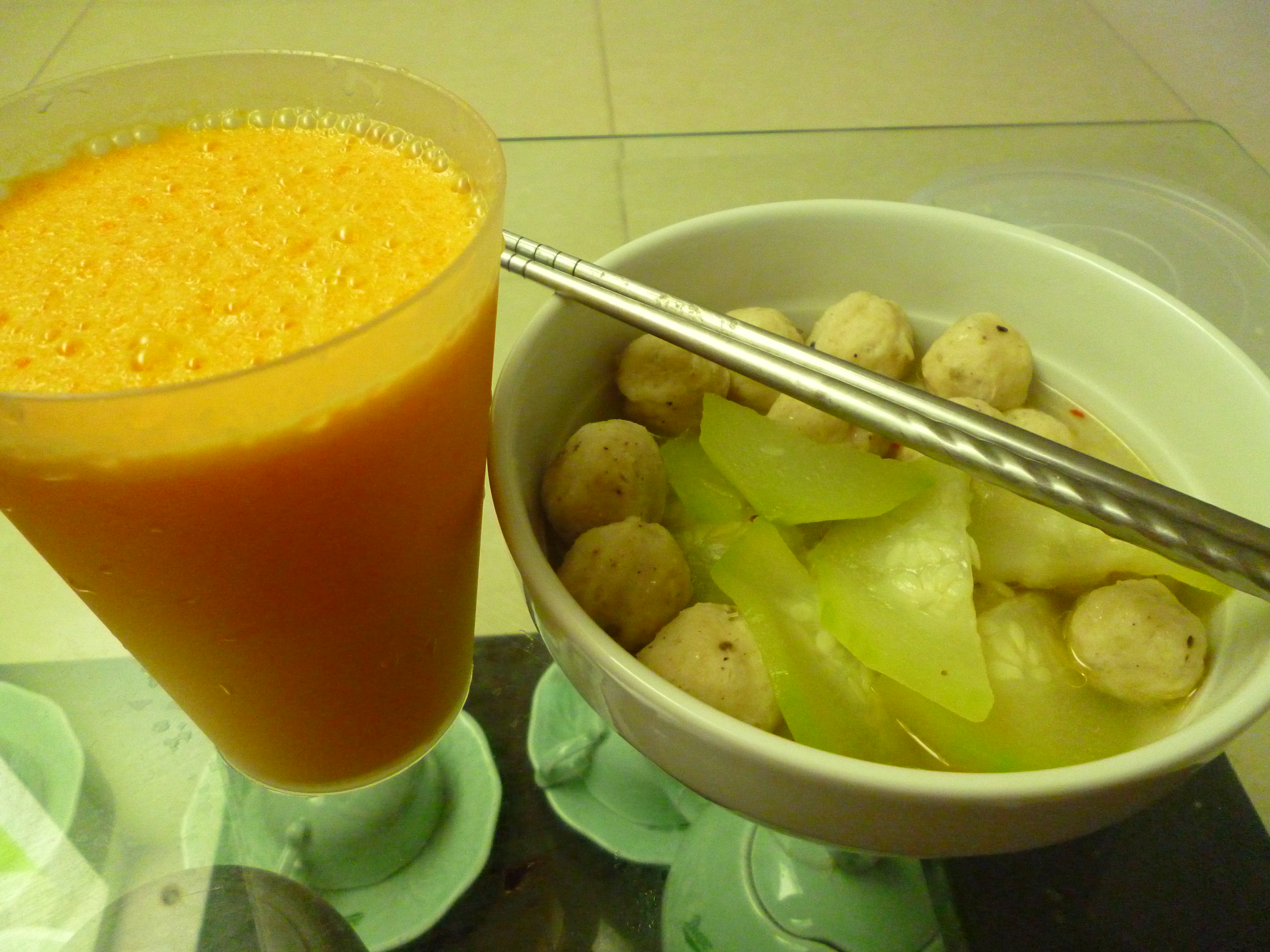
Cá viên ở Sài Gòn